# 中国聚变工程实验堆
中国聚变工程实验堆（英語：China Fusion Engineering Test Reactor, CFETR）是中国正在规划建造中的一个托卡马克核聚变反应堆，使用磁场来约束等离子体并产生能量。目前方案设计工作已于2015年完成，实际建造将在2021年开始，预计于2030年代左右完成。